# 24e Match des étoiles de la Ligue nationale de hockey
Match précédent Match suivant
Le 24e Match des étoiles de la Ligue nationale de hockey fut tenu le 19 janvier 1971 dans le domicile des Bruins de Boston, le Boston Garden. La conférence de l'Ouest remporta ce match par la marque de 2 à 1 aux dépens de la conférence de l'Est. Le joueur du match fut Bobby Hull des Blackhawks de Chicago qui marqua le but gagnant en avantage numérique à 4:38 de la première période.

## Effectif

### Conférence de l'Ouest
- Entraîneur-chef : Scotty Bowman ; Blues de Saint-Louis.

Gardiens de buts
- 30 Ernie Wakely ; Blues de Saint-Louis.
- 35 Tony Esposito ; Black Hawks de Chicago.

Défenseurs :
- 02 Bill White ; Black Hawks de Chicago.
- 03 Keith Magnuson ; Black Hawks de Chicago.
- 04 Ted Harris ; North Stars du Minnesota.
- 05 Doug Roberts ; Seals de la Californie.
- 08 Barclay Plager ; Blues de Saint-Louis.
- 12 Pat Stapleton ; Black Hawks de Chicago.

Attaquants :
- 06 Pit Martin, C ; Black Hawks de Chicago.
- 07 Red Berenson, C ; Blues de Saint-Louis.
- 09 Bobby Hull, AG ; Black Hawks de Chicago.
- 10 Dennis Hull, AG ; Black Hawks de Chicago.
- 11 Gary Sabourin, AD ; Blues de Saint-Louis.
- 14 Tim Ecclestone, AG ; Blues de Saint-Louis.
- 15 Bobby Clarke, C ; Flyers de Philadelphie.
- 16 Chico Maki, AD ; Black Hawks de Chicago.
- 17 Bill Flett, AD ; Kings de Los Angeles.
- 20 Danny Grant, AG ; North Stars du Minnesota.
- 21 Stan Mikita, C ; Blackhawks de Chicago.
- 22 Greg Polis, AG ; Penguins de Pittsburgh.

### Conférence de l'Est
- Entraîneur-chef : Harry Sinden ; Bruins de Boston.

Gardiens de buts :
- 01 Eddie Giacomin ; Rangers de New York.
- 30 Gilles Villemure ; Rangers de New York.

Défenseurs :
- 02 Brad Park ; Rangers de New York.
- 03 Jean-Claude Tremblay ; Canadiens de Montréal.
- 04 Bobby Orr ; Bruins de Boston.
- 05 Dale Tallon ; Canucks de Vancouver.
- 15 Jim Neilson ; Rangers de New York.
- 20 Dallas Smith ; Bruins de Boston.

Attaquants
- 06 Johnny Bucyk, AG ; Bruins de Boston.
- 07 Phil Esposito, C ; Bruins de Boston.
- 08 Ken Hodge, AD ; Bruins de Boston.
- 09 Gordie Howe, AD ; Red Wings de Détroit.
- 10 Ed Westfall, AD ; Bruins de Boston.
- 11 Gilbert Perreault, C ; Sabres de Buffalo.
- 12 Yvan Cournoyer, AD ; Canadiens de Montréal.
- 14 Dave Keon, C ; Maple Leafs de Toronto.
- 17 Dave Balon, AG ; Rangers de New York.
- 18 Jean Ratelle, C ; Rangers de New York.
- 21 Peter Mahovlich, C ; Canadiens de Montréal.
- 27 Frank Mahovlich, AG ; Canadiens de Montréal.

## Feuille de match
| No | Score            | Équipe           | Buteur (Passeur(s))          | Temps            |                  |
| Première période                                                                                             | Première période | Première période | Première période             | Première période | Première période |
| --- | ---------------- | ---------------- | ---------------------------- | ---------------- | ---------------- |
| 1 | 1-0              | Ouest            | Maki                         | 0:36             |                  |
| 2 | 2-0              | Ouest            | B. Hull (Flett)              | 4:38 AN          |                  |
| 3 | 2-1              | Est              | Cournoyer (D. Smith - Balon) | 6:19             |                  |
| Pénalité : Harris (Ouest) trébuché 2:17 ; Mahovlich (Est) interférence 3:09 ; B. Hull (Ouest) accroché 11:14 |                  |                  |                              |                  |                  |
| Deuxième période                                                                                             |                  |                  |                              |                  |                  |
| Aucun but |                  |                  |                              |                  |                  |
| Pénalité : Bucyk (Est) interférence 1:22                                                                     |                  |                  |                              |                  |                  |
| Troisième période                                                                                            |                  |                  |                              |                  |                  |
| Aucun but |                  |                  |                              |                  |                  |
| Pénalité : Stapleton (Ouest) interférence 2:48 ; Magnuson (Ouest) trébuché 8:34 ;                            |                  |                  |                              |                  |                  |

Gardiens :
- Ouest : Esposito (30:41), Wakely (29:19, est entré à 10:41 de la 2e période).
- Est : Giacomin (30:4), Villemure (29:19, est entré à 10:41 de la 2e période).

Tirs au but :
- Ouest (28) 13 - 08 - 07
- Est (27) 13 - 12 - 02

Arbitres : Bill Friday
Juges de ligne : Neil Armstrong, John D'Amico